# Irena Lipińska (polityk)
Irena Lipińska z domu Koźbiał (ur. 14 maja 1930 w Bartnikach, zm. 13 czerwca 2011) – polska robotnica i działaczka partyjna, posłanka na Sejm PRL VIII kadencji.

## Życiorys
Córka Piotra i Janiny. Uzyskała wykształcenie podstawowe, od 1948 pracowała jako szwaczka w Zakładach Odzieżowych w Żyrardowie. W 1951 wstąpiła do Polskiej Zjednoczonej Partii Robotniczej i została członkiem zarządu zakładowego Związku Młodzieży Polskiej. Podjęła studia w Wojewódzkiej Szkole Aktywu ZMP w Łodzi, po czym pracowała w zarządzie powiatowym ZMP w Pruszkowie jako instruktorka i kierownik organizacyjny. W latach 1954–1955 kształciła się w Międzywojewódzkiej Szkole Partyjnej w Lublinie. Po powrocie do Żyrardowa stała na czele żyrardowskich struktur Związku Młodzieży Polskiej (1955–1956) oraz pracowała jako brakarz wyrobów gotowych w Zakładach Przemysłu Odzieżowego „Poldres”. Przez dwie kadencje zasiadała w egzekutywie Komitetu Wojewódzkiego Polskiej Zjednoczonej Partii Robotniczej w Warszawie i Skierniewicach. Była delegatka na VIII Zjazd PZPR, weszła w skład Komitetu Centralnego. W latach 1980–1985 pełniła mandat posłanki na Sejm PRL VIII kadencji z okręgu Skierniewice. Zasiadała w Komisji Planu Gospodarczego, Budżetu i Finansów oraz w Komisji Przemysłu Lekkiego.
Była matką chrzestną statku MS Żyrardów wodowanego w Lizbonie. Pochowana została na Cmentarzu Parafialnym w Żyrardowie.

## Odznaczenia
- Krzyż Kawalerski Orderu Odrodzenia Polski
- Srebrny Krzyż Zasługi
- Brązowy Krzyż Zasługi[3]